# Nesoryzomys
Nesoryzomys és un gènere de rosegadors del grup de les rates i ratolins del Nou Món. Inclou cinc espècies diferents, almenys una de la qual està extinta. Són parents propers de les espècies d'Oryzomys i, de fet, a vegades se'ls ha classificat en aquest altre gènere. Els representants d'aquest grup són endèmics de les illes Galápagos. Tenen una llargada de cap a gropa de 10–20 cm i una cua de 8–14 cm.